# Automotor VIP
El Automotor VIP es un vehículo ferroviario especial, al servicio de la operadora Comboios de Portugal.

## Descripción
Este automotor es utilizado por la operadora Comboios de Portugal para las desplazamientos del respectivo Consejo de Gerencia; incluye, en su interior, una sala de conferencias, una sala de primera clase, una cafetería, y un equipamiento de aire condicionado.
Presenta una transmisión eléctrica, y puede llegar a una velocidad de 100 kilómetros por hora.

## Historia
Fue creada a partir del automotor número 0301, de la Serie 0300 de CP, siendo profundamente modificada en el exterior y en el interior, en las instalaciones del Grupo Oficinal de Figueira da Foz; entre otras alteraciones, fueron modificadas las cabinas, con vidrios panorâmicos, el esquema de pintura exterior, y fue instalado un segundo generador, con vista a suprimir el aumento del consumo de energía eléctrica. Entró al servicio en 1992.